# GGO Football
GGO Football (Chinês: 超智能足球) é uma série de anime chinês produzida pela Puzzle Animation studio Ltd desde 2 de junho de 2010. Ela foi lançada durante a Copa do Mundo FIFA de 2010 tendo feito um grande sucesso em seu país original vendendo brinquedos e jogos.
Recentemente foi adquirida pela distribuidora Televix Entertainment para exibição na America Latina. 
Em Portugal, foi estreada na SIC K em 10 de junho de 2024.

## Enredo
A história se passa num futuro onde a tecnologia é avançada e surgem os jogadores GGO, pequenos robôs androides com habilidades especiais que são usados por crianças em torneios especiais de futebol pelo mundo todo. Isaac é um garoto de 13 anos que certo dia recebe um GGO chamado Myth da 7ª geração. Ele junto de seus amigos Shawn, Karl, Timmy e Cat formam o time "Barefoot Team" que juntos de seus jogadores GGO (Myth, Dynamo, Satellite, Swift, Titan e Shadow) entram num torneio para poderem jogar contra os demais jogadores do mundo todo.